# Urdolmen

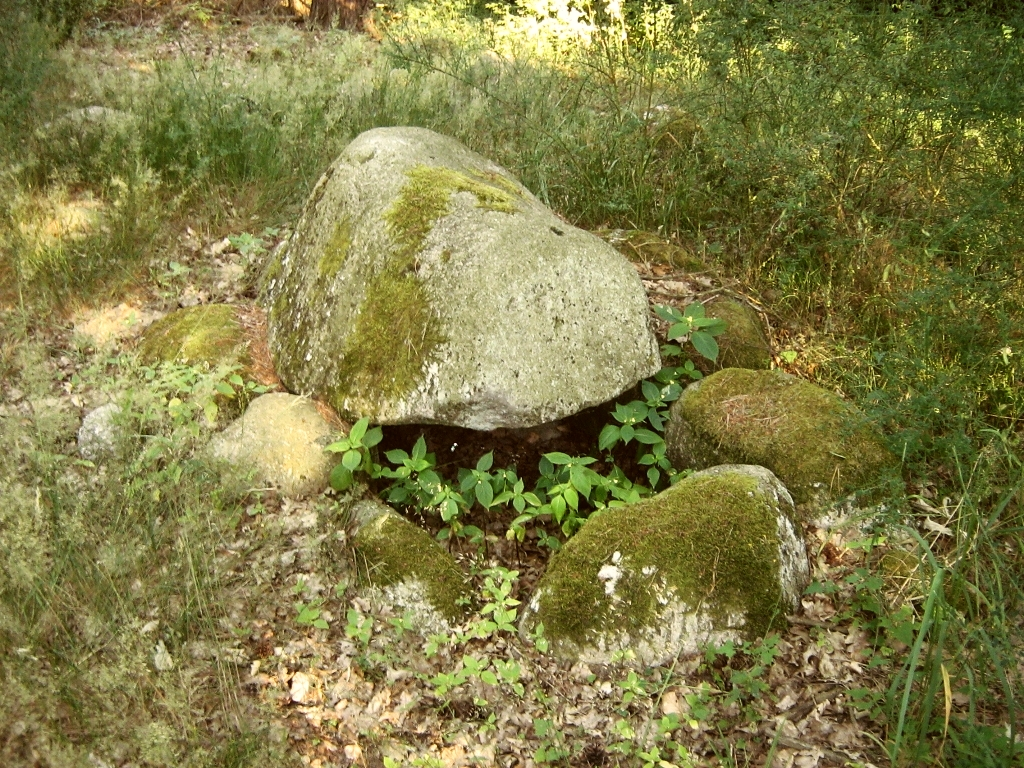
Urdolmen in het Dammerstorfer Wald (Mecklenburg-Voor-Pommeren); Urdolmen von Barkvieren

Een Urdolmen is een type hunebed, het werd gedefinieerd door Ernst Sprockhoff. De naam werd overgenomen door Ewald Schuldt bij zijn publicatie van de afgraving van 106 megalithische bouwwerken in Mecklenburg-Voor-Pommeren.
Dit type hunebed stamt uit de beginperiode van de oprichting van hunebedden en de ontwikkeling van overige/grotere megalithische bouwwerken van de trechterbekercultuur (TBK).

## Voorkomen
De Urdolmen komt rond 3500 v.Chr. bijna in het gehele verspreidingsgebied van de noordelijke megalietcultuur voor, maar niet ten westen van de Weser, in Nederland en Nedersaksen en niet ten oosten van de Oder.
De Urdolmen komt slechts eenmaal in Zweden voor (Lejeby bij Laholm, deze Urdolmen heeft nog een 2,75 meter lange steen die de lange zijde vormt en een vierkante dekheuvel waarvan nog tien kransstenen bewaard zijn gebleven).

## Grens tussen Urdolmen en steenkist

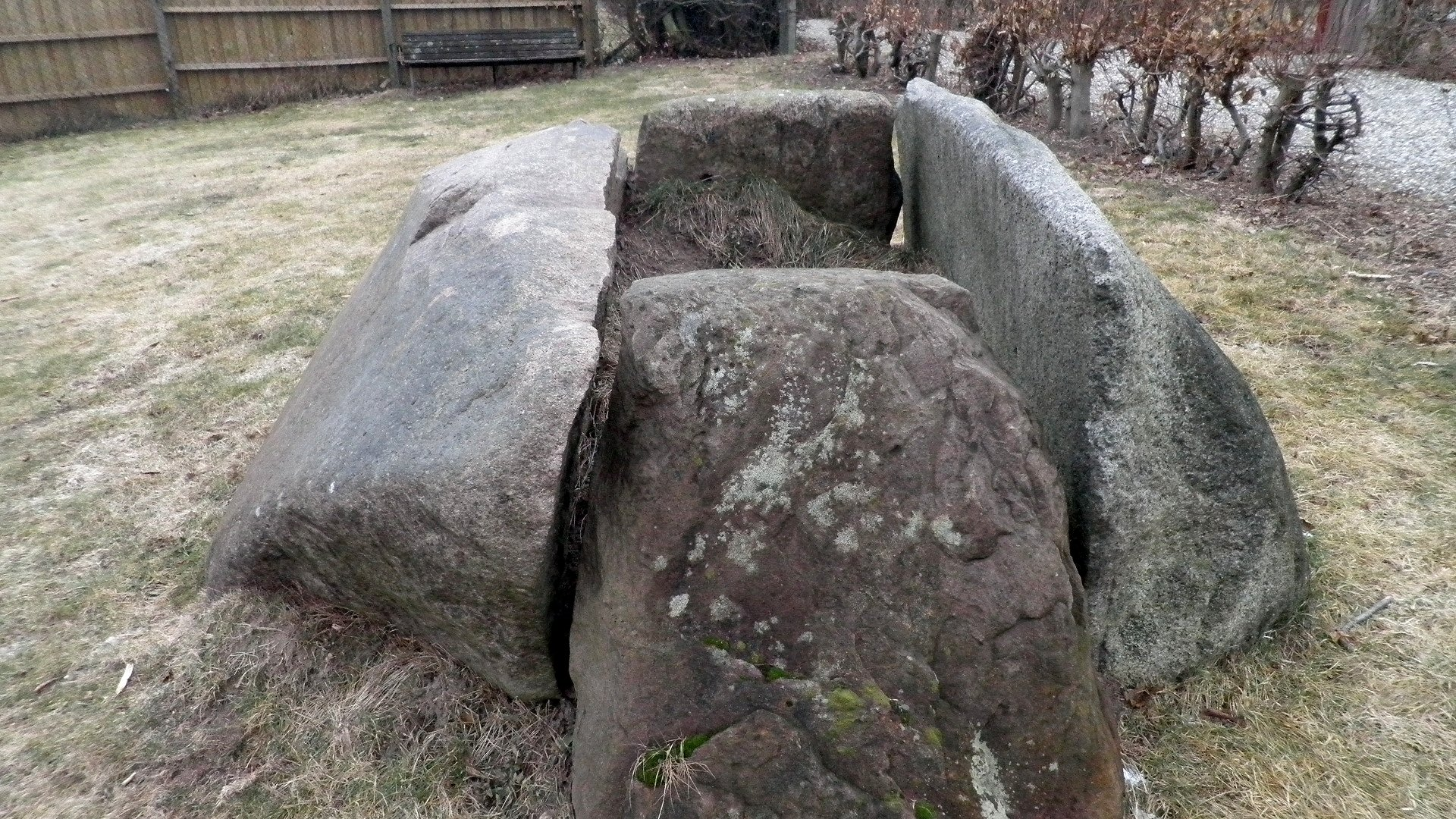
Steinkiste Mørkhhøgård

In veel gevallen is er geen duidelijk onderscheid tussen een Urdolmen en een steenkist.
De onderverdeling van de hunebedden in vier ondertypen wordt alleen in Duitsland toegepast, in Nederland en Polen komt dit type niet voor. In Denemarken en Zweden wordt alleen een onderscheid gemaakt tussen hunebedden (Dysse, Döse) en ganggraf. In Denemarken wordt de heuvel in de nomenclatuur betrokken (Rund- en Langdysse).
In de necropolis van Brüssow-Wollschow, in Uckermark, komen Urdolmen, Blockkiste en steenkisten naast elkaar voor. Het onderscheid zit in de wijze van ingraving in de bodem en het materiaal van de wandstenen. Bij de simpele bouwwerken zijn dit keien en bij steenkisten platen. Of dit relevant was voor de mensen in het neolithicum is niet duidelijk. Er zijn ook combinaties van deze twee soorten materialen te vinden.
De voor de Urdolmen typische ingraving komt ook bij grotere megalithische bouwwerken voor; in Sleeswijk-Holstein 22 keer.

## Ontwikkeling

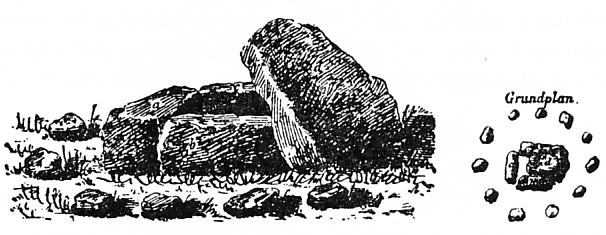
Urdolmen Thelkow, (Sprockhoff-Nr. 358)

De kleinste Urdolmen liggen op het Deense eiland Seeland, waar de lengte-breedteverhouding op het zuidelijke deel van het eiland (Dolmen von Jyderup) (1,7 × 0,6 m) in het noordelijke deel nog geringer zijn.
De kleine afmeting laten onderzoekers zoals Hans-Jürgen Beier de status van megalithisch bouwwerk niet toekennen aan de Urdolmen. Of het kleine Monolithgrab de vereisten daarvoor wel vervult, is nog niet duidelijk. Aan de ontwikkeling van de Urdolmen kan men zien dat de bouwwerken steeds uitgebreider en groter werden. Dat geldt ook voor de uitbouw van Urdolmens tot Erweiterten Dolmen (bijvoorbeeld de Rechteckdolmen), de Polygonaldolmen en de Großdolmen).

## Blockkiste

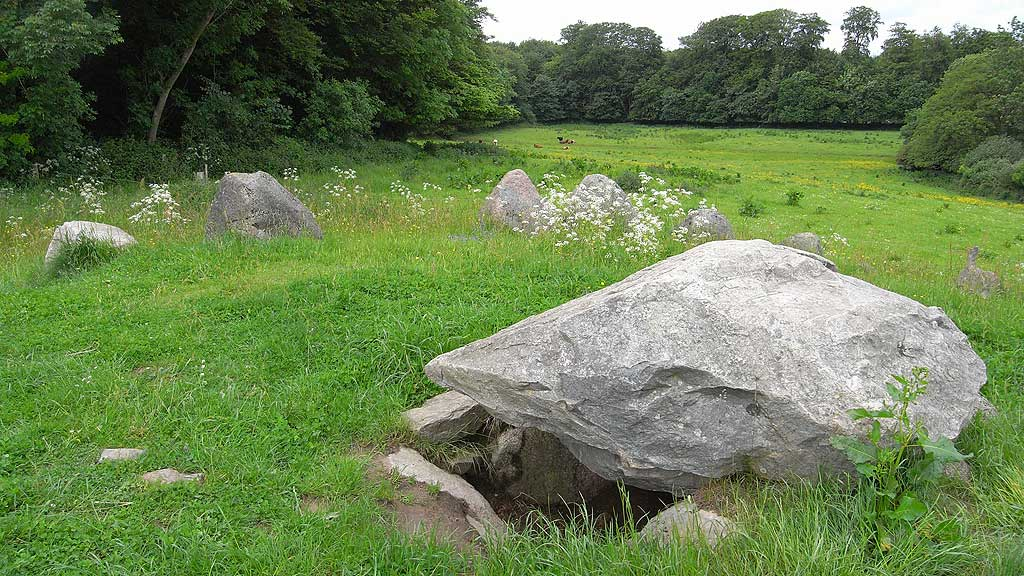
Nørreskov

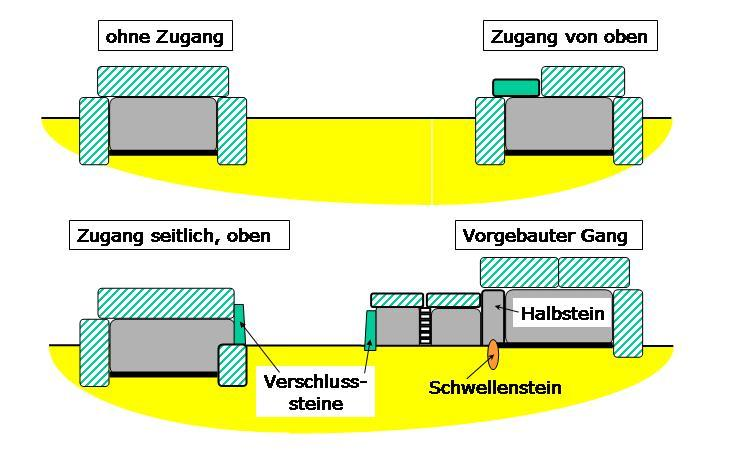
De ontwikkeling van de Blockkiste (linksboven) tot Urdolmen met gang (rechtsonder)

Het prototype van de Urdolmen is altijd gesloten en vaak (maar niet altijd, zoals de Urdolmen von Mankmoos) in de bodem ingegraven. Deze zogenaamde Blockkiste heeft geen toegang en is na de afsluiting nog maar moeizaam weer te openen en opnieuw te gebruiken. De Blockkiste was voor eenmalig gebruik bedoeld.
Op het eiland Sylt in Sleeswijk-Holstein werden twee Urdolmen in één hunebed gevonden. In veel gevallen ligt er slechts één Urdolmen in een hunebed, parallel of kruislings ten opzichte van de lange zijde. In Ulstrup bij Gundeslevholm liggen twee van de drie Urdolmen als paar naast elkaar in het hunebed. De Blockkiste in Tykskov von Varnæs bij Aabenraa en de Blockkiste in Nørreskov op Alsen liggen schuin in het hunebed. ten noorden van de Eider zijn de Urdolmen bij ongeveer 20% van de gevallen met een Rundhügel (ronde dekheuvel) bedekt. De jongere varianten zijn kruislings gebouwd die tegelijk met de volgende generatie (de Rechteckdolmen) verschijnen.

## Toegang tot de Urdolmen

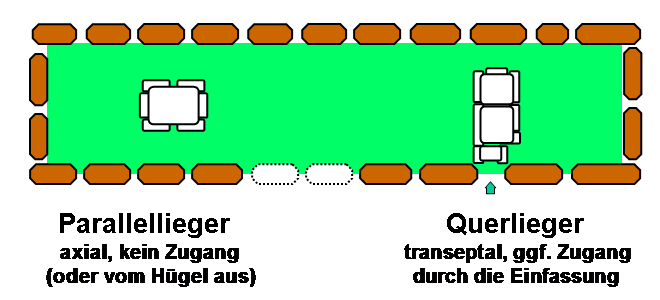
Parallelle kamer en kruislingse kamer

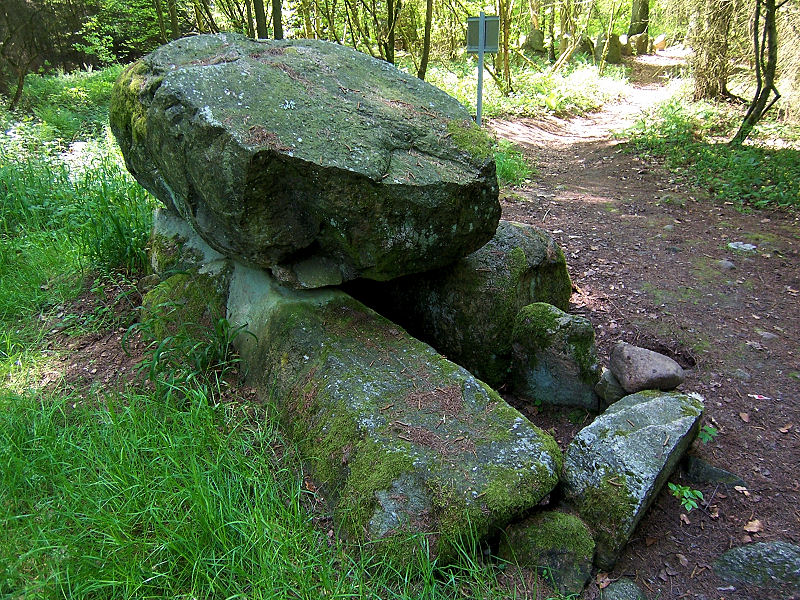
Urdolmen bij Grevesmühlen

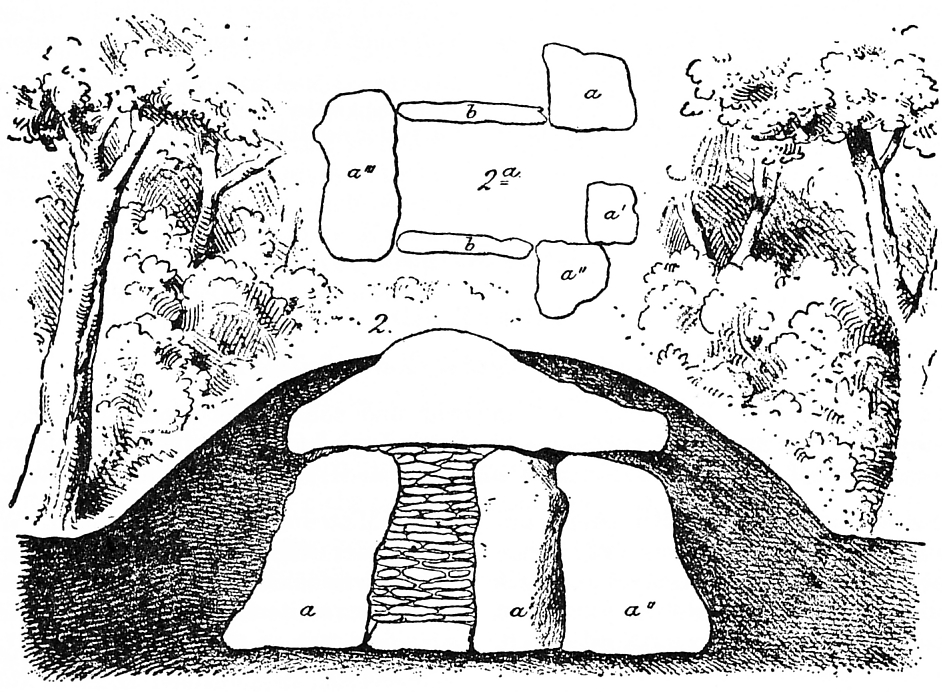
Großsteingrab Neubrandenburg was een Urdolmen, het bouwwerk is afgegraven en vernietigd in 1877

De ontwikkeling van een ingang tot de dolmen maakte hergebruik mogelijk. Als de Urdolmen in de bodem was ingegraven, kwam de toegang aan de bovenkant (zoals bijvoorbeeld bij de Urdolmen von Barkvieren). Door de onderscheid in de dekstenen werd een toegang gemaakt, men plaatste een grote steen en een kleinere, makkelijk te hanteren, steen.
Hierna volgden axiale oplossingen. De Urdolmen werd minder diep ingegraven en de bovenste helft van een smalle zijde werd als toegang gebruikt. Deze vorm komt voor bij bijvoorbeeld de Hünenbetten von Grundoldendorf. De last van de deksteen werd op drie draagstenen verdeeld (Dreipunktauflage).
De altijd toegankelijke Urdolmen (met parallelle toegang) was met 2,2 meter tot 2,6 meter lengte en 1,0 meter tot 1,8 meter breedte iets groter als de gesloten Urdolmen. In Sleeswijk-Holstein is de kleine kamer van Dobersdorf, Kreis Plön, (1,8 meter lang en 0,5 meter breed) in dit opzicht een uitzondering.
Van de 20 Urdolmen in Sleeswijk-Holsteins zijn 12 zonder toegang, 5 met toegang aan de korte zijde en 3 (vernietigde) Urdolmen zijn van onbekende variant. Van de oorspronkelijke 88 Urdolmen in Mecklenburg-Voor-Pommeren zijn er tegenwoordig nog 51.
Na deze fase volgde de Rechteckdolmen (bijvoorbeeld de Steinkammer von Grammdorf in Gemeinde Wangels) en Ganggräber (bijvoorbeeld de Steinkammer von Deinste). Deze waren nog altijd ingegraven in de bodem.
De volgende stap was dat de draagstenen op de oppervlakte werden gezet. Hierdoor werd het mogelijk een gang te bouwen die toegang tot de kamer verschafte. Men plaatste een drempelsteen (Schwellenstein) die op symbolische manier de gang en de sacrale kamer van elkaar scheidde.
De volgende stap was het verkleinen van de afsluitbare steen in de Urdolmen die meerdere malen gebruikt werden, zodat de gemeenschap de steen beter kon hanteren. De Urdolmen met gang ontwikkelde zich in de erweiterten Dolmen (die iets langer zijn, meer dekstenen hebben en op de kortste zijden gedragen worden). Een overgangstype is de Urdolmen in Neu Gaarz, Kreis Bad Doberan.
Urdolmen lagen oorspronkelijk in hunebedden of onder Rundhügeln die inmiddels grotendeels afgegraven zijn. De Urdolmen van Lindeskov op Fünen ligt in het op een na langste hunebed van Denemarken (168 meter, de Kardybdysse is 185 meter). Het langste Duitse hunebed is 160 meter. In Polen is de bedekking van een kammerlosen Hünenbettes 130 meter lang. In het Langbett Haltesten, ten oosten van Alstedt, liggen drie Urdolmen aan de oostkant als parallelle groep bijelkaar. In Nederland is slechts een voorbeeld bekend.

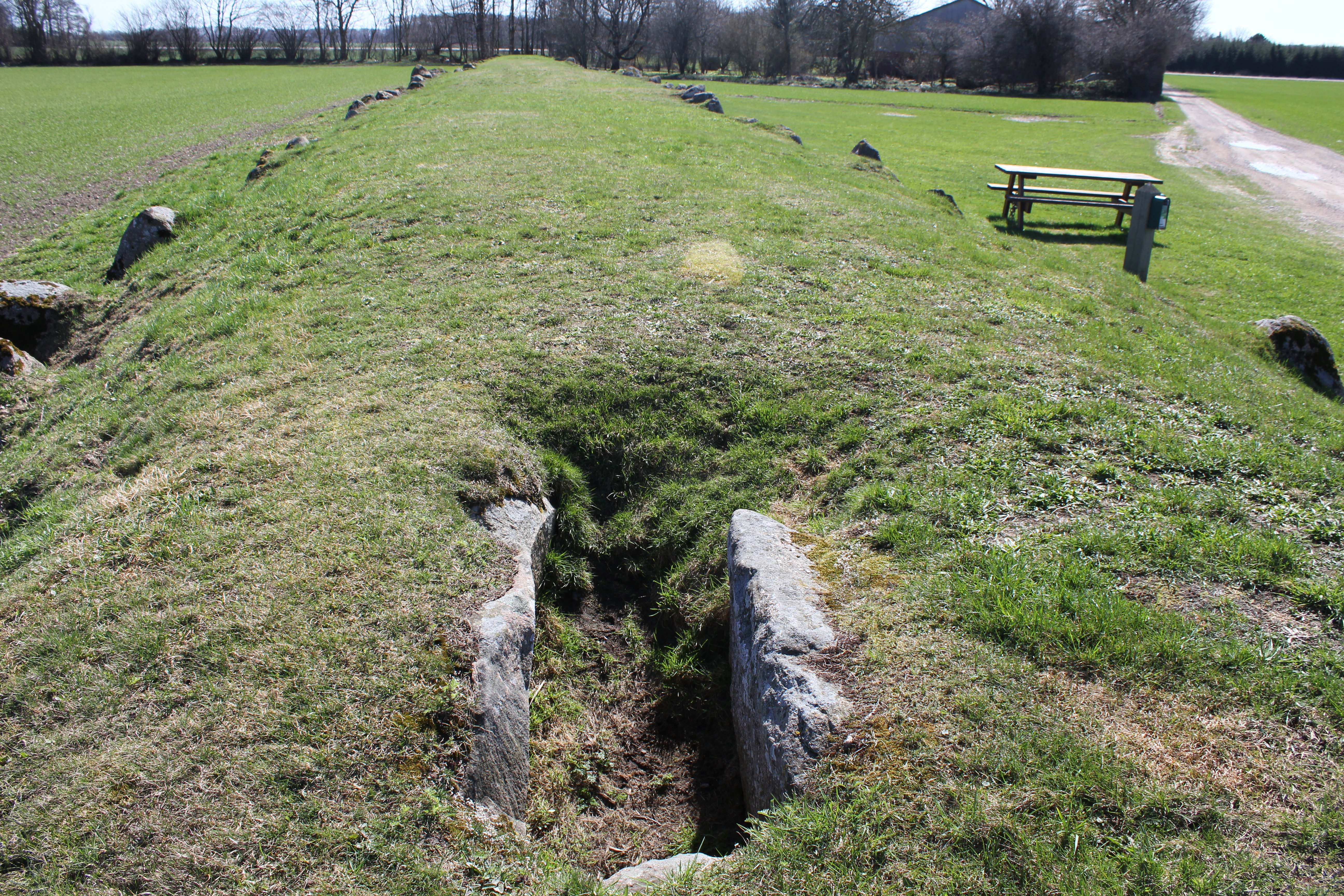
Lindeskov op Fünen